# Steueranmeldung
Eine Steueranmeldung ist eine Steuererklärung, in der der Steuerpflichtige im Rahmen der Selbstveranlagung die Steuer selbst berechnet (§ 150 Abs. 1 S. 3 Abgabenordnung).

## Allgemeines
Gesetzlich vorgeschrieben ist die Selbstberechnung der Steuer u. a. für:
- Umsatzsteuer-Jahreserklärung (§ 18 Abs. 3 S. 1 UStG)
- Umsatzsteuer-Voranmeldung (§ 18 Abs. 1 S. 1 UStG)
- Lohnsteueranmeldung des Arbeitgebers für die einbehaltene Lohnsteuer der Arbeitnehmer (§ 41a Abs. 1 EStG)
- Kapitalertragsteueranmeldung der Banken (§ 44 + 45 EStG)
- Bauabzugsteuer (§ 48a Abs. 1 EStG)
- Besteuerung bestimmter beschränkt Steuerpflichtiger (§ 50a Abs. 1 bis 3 EStG)
- Versicherungsteuer (§ 8 Abs. 1 Nr. 1 VerStG)
- Stromsteuer (§ 8 Abs. 1 StromStG)

Allen diesen Steueranmeldungen ist gemein, dass die Steuerberechnung einfach und damit dem Steuerpflichtigen auch zumutbar ist. Aus verfahrensrechtlicher Sicht ist das Erheben von Steuern mittels Steueranmeldungen für den Staat ein einfaches Verfahren, da sich die Aufgaben der Finanzbehörde hier lediglich auf Überwachung und Steueraufsicht beschränken.

## Wirkung einer Steueranmeldung
Steueranmeldungen stehen kraft gesetzlicher Fiktion einer Steuerfestsetzung unter dem Vorbehalt der Nachprüfung gleich (§ 168, § 164  Abs. 1 AO). Ein Steuerbescheid ergeht nur dann, wenn die Finanzbehörde von der Steueranmeldung abweichen will. Die Steuer ist nach Eingang der Steueranmeldung beim Finanzamt fällig und auch ohne besonderes Leistungsgebot vollstreckbar.

## Zustimmungsbedürftige Steueranmeldungen
Steueranmeldungen bedürfen immer dann der Zustimmung der Finanzbehörde, wenn sie zu einer Herabsetzung der Steuer oder zu einer Steuervergütung (z. B. infolge eines Vorsteuerüberhangs) führen. In diesen Fällen ist die Steueranmeldung als Antrag auf Erstattung im Sinne des § 155 Abs. 1 S. 3 AO zu behandeln. Die Zustimmung gilt in dem Zeitpunkt als bekanntgegeben, in dem die Steuererstattung erfolgt.

## Berichtigte Steueranmeldung
Soll die Steueranmeldung eine Erstattung oder eine Herabsetzung der Steuer bewirken, handelt es sich bei ihr um eine sogenannte berichtigte Anmeldung (§ 168 S. 2 AO). In diesem Fall entsteht die Festsetzungswirkung erst, wenn das Finanzamt der Anmeldung zustimmt, was sie auch durch schlüssiges Verhalten tun kann (z. B. durch eine Steuererstattung). Bis zur Zustimmung des Finanzamtes ist die berichtigte Anmeldung nicht mehr als ein Änderungsantrag (§ 164 Abs. 2 AO).

## Korrekturmöglichkeiten
Die Steuerfestsetzung über die Steueranmeldung kann auf zweierlei Weise geändert werden:
1. Abhilfeentscheidung nach Einspruch durch den Steuerpflichtigen (§ 347 ff. AO)
2. Erlass eines Änderungsbescheids nach § 164 Abs. 2 AO aufgrund eines Antrags des Steuerpflichtigen oder von Amts wegen. Der Antrag des Steuerpflichtigen kann durch die Abgabe einer berichtigten Steueranmeldung gestellt werden.